# 菊石
菊石是菊石亞綱（學名：Ammonoidea）物種的通稱，是一類已滅絕的頭足綱軟體動物，具有螺旋形的貝殼和眾多觸手。作为非常好的指準化石，菊石化石往往能連結起所在地層的地質年代。
菊石最早在古生代泥盆紀開始出現，得益於速生速死和大量繁殖的策略，其種群數量在中生代甚至超過魚類，成為海洋中數目最多的物種，也是中生代最常見的中低端掠食者。在白堊紀後期，菊石中的一支開始巨型化，將貝殼演化成了符合流體力的外形，而同時另一類菊石則將貝殼纏繞扭曲，這兩支菊石遍佈整個中生代的海洋。菊石最終在白堊紀末滅絕事件中與非鳥恐龍、滄龍、翼龍、蛇頸龍等一同滅絕。
菊石的殼一般呈平旋狀，但也有呈垂直螺旋狀及非螺旋狀。老普林尼稱菊石為「阿蒙的角（ammonis cornua）」，因其殼的形狀像埃及神話中阿蒙所配帶的羊角，這也是"ammonite"一名的由來。菊石的屬名亦多以「角」（ - ceras，來自希臘文κέρας ）的字根來結尾。
菊石的外觀和現在的鸚鵡螺十分相似，都是帶殼的頭足類，但牠們的親緣關係反而和章魚、墨魚及魷魚等沒有外殼的鞘亞綱頭足類更為接近，它們都是由古生代的鸚鵡螺亞綱祖先演化而來。

## 與現代鸚鵡螺的關係
雖然菊石在外表上看起來很像現代還存活的鸚鵡螺，但菊石出現時間卻比鸚鵡螺類要晚。如果要區分菊石和鸚鵡螺，就要查看牠們貝殼上的連接處，菊石的貝殼在每一節之間都有複雜的“縫合線”，讓菊石的貝殼擁有了無與倫比的抗壓性，而鸚鵡螺的縫合線十分簡單，也明顯更加脆弱。菊石和沒有外殼的鞘亞綱頭足類（即熟知的章魚、墨魚和魷魚等）的祖先都是從鸚鵡螺亞綱中的桿石目演化而來，在中生代時，菊石的構造就開始獨立演化，經過幾千萬年的時間早已大幅遠離了原本的鸚鵡螺亞綱，所以目前和菊石最接近的頭足類並不是鸚鵡螺，反而是蛸亞綱。

## 分類
生物學家根據化石的殼室的結構與外殼的花紋，將菊石亞綱分成6個目：
- 無棱菊石目 Agoniatitida ，即似古菊石目 Anarcestida（早泥盆紀至中泥盆紀）
- 海神石目 Clymeniida（晚泥盆紀）
- 棱菊石目 Goniatitida（中泥盆紀至晚二疊紀）
- 前碟菊石目 Prolecanitida（晚泥盆紀至晚三疊紀）
- 齒菊石目 Ceratitida（晚二疊紀至晚三疊紀）
- 菊石目 Ammonitida
  - 葉菊石亞目 Phylloceratina（早三疊紀至晚白堊紀）
  - 菊石亞目 Ammonitina（早侏羅紀至晚白堊紀）
  - 弛菊石亞目 Lytoceratina（早侏羅紀至晚白堊紀）
  - 勾菊石亞目 Ancyloceratina（晚侏羅紀至晚白堊紀）

在某些分類法中，菊石亞綱只被分為3個目：菊石目、棱菊石目和齒菊石目。

## 生活習性

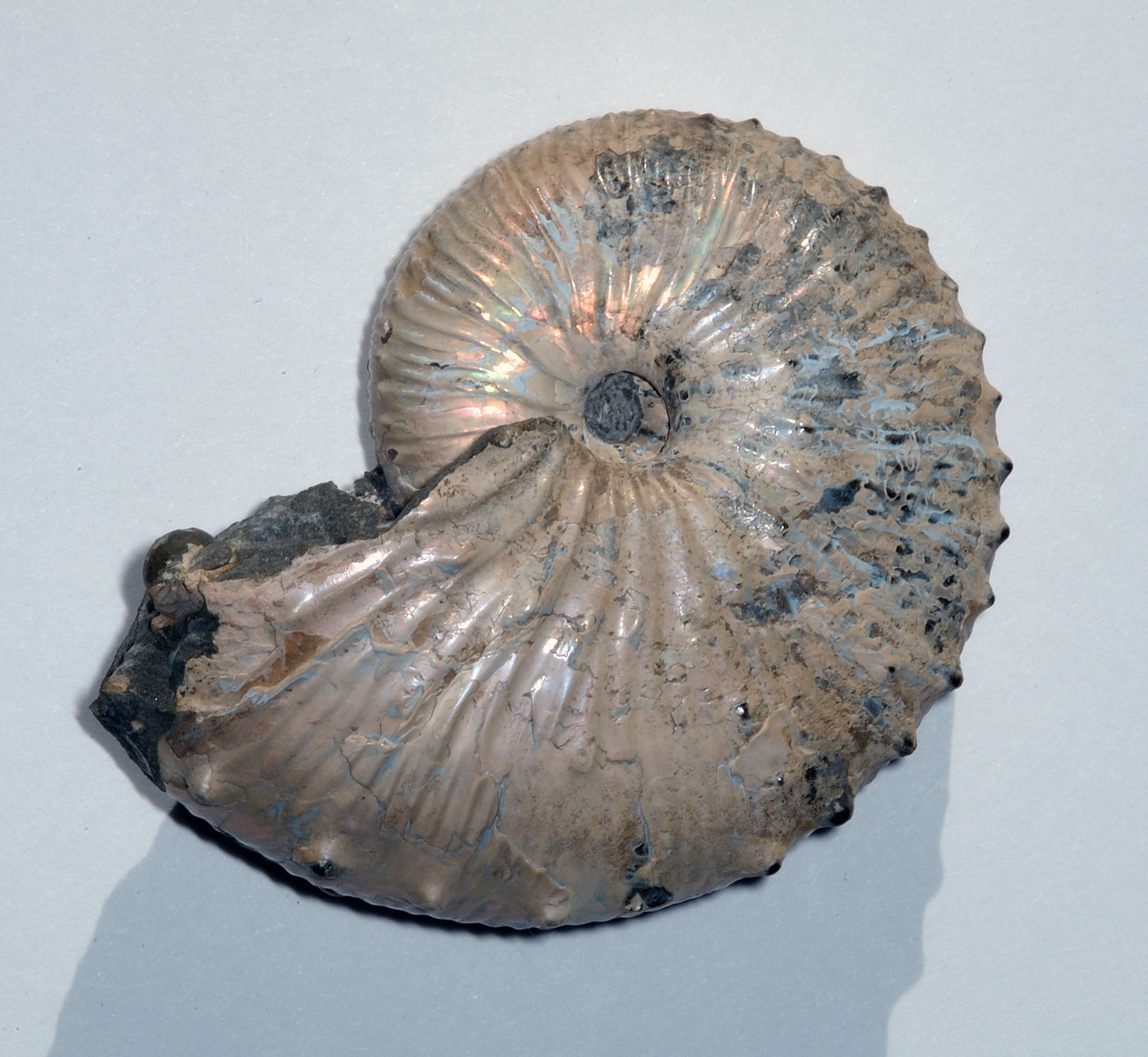
白堊紀的傑勒茲基菊石。

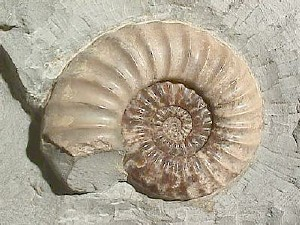
侏羅紀的星菊石。

由於菊石已滅絕，保存下來的軟體部份亦甚為稀有，大部份研究都是基於菊石的殼及殼的模型。
大部份菊石都可能生活在遠古海洋的開放水域，而非海底。這是由於牠們的化石往往都是在沒有底棲動物的地層發現。很多菊石相信都是游泳能手，如銳稜菊石，因牠們的殼扁平、呈鐵餅狀及流線形，但也有一些可能是慢游或底棲的。菊石及其親屬可能會獵食魚類、甲殼類及其他細小生物；牠們的天敵包括水生爬行類，如滄龍科，在化石化的菊石都有一些牙齒痕跡。牠們可能會噴墨汁來逃避掠食，因為一些化石標本保留了這些墨汁。
菊石的軟體部份佔有了殼末的最大節。較早而細小的節都有間隔，可以透過填充氣體來維持浮力。故此較細小的部份會浮在較大的之上。

## 殼的結構及多樣化

### 基本結構

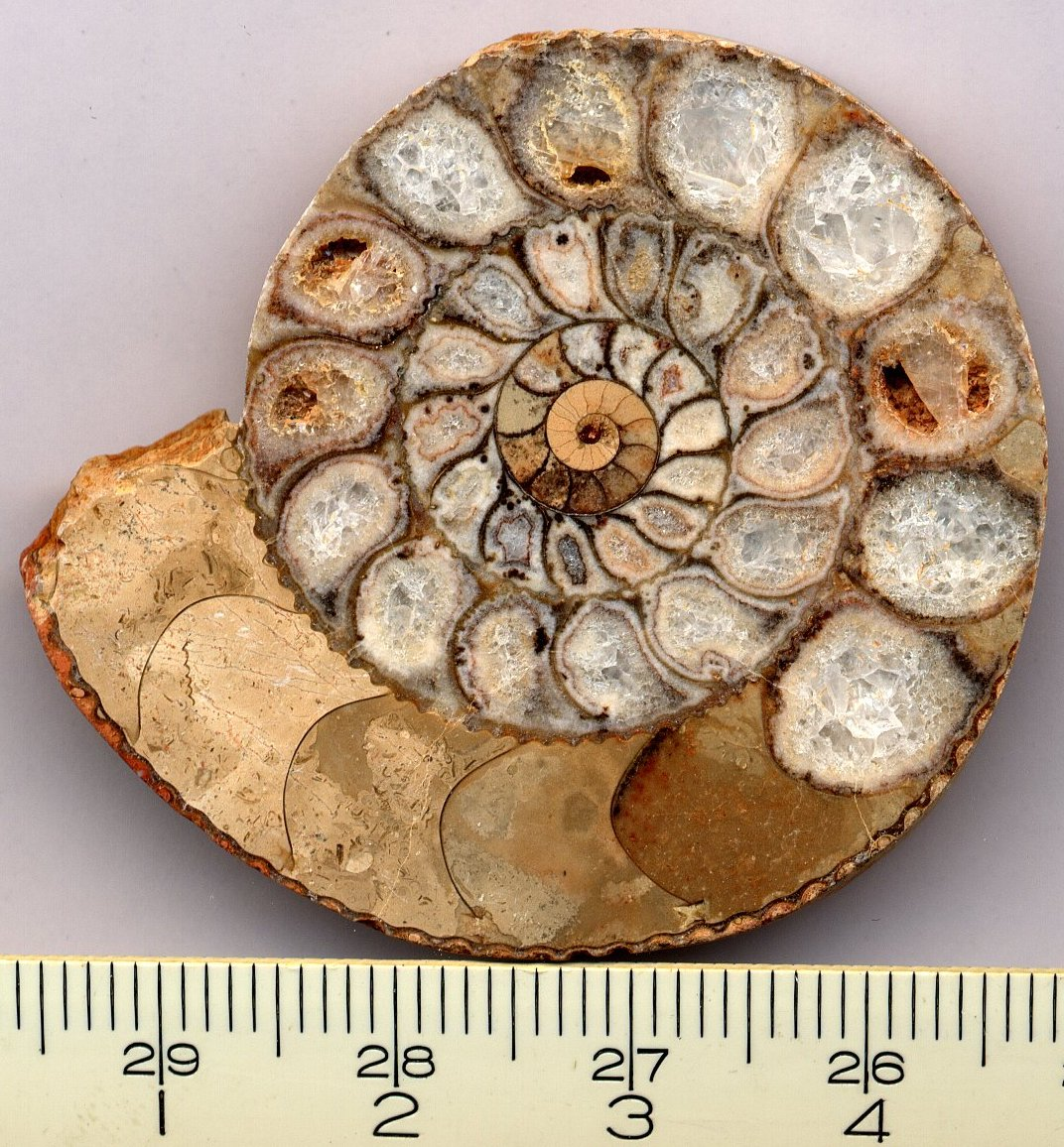
菊石化石的內部構造。(圖比例尺為「公分」)

菊石殼有間隔的部份稱為閉錐。閉錐包含了逐漸變大的氣室，每個氣室之間有一道很薄的隔壁隔開。菊石的軟體只住在最外部且最大的住室中。隨著動物體成長，牠會在開口處長出較新及較大的住室，並分泌出新的隔壁將原本的住室封閉成一個新的氣室。體管貫穿並連接著殼內的各腔室。利用主導的高滲透運輸作用，菊石可以將氣室的水份抽走，從而控制殼的浮力，在水柱中上升或下沉。
菊石與鸚鵡螺類主要不同之處是在於其體管是沿著腹面穿過間隔的，而鸚鵡螺類的體管則是位於接近中央位置。

### 兩性異形
現今鸚鵡螺殼的大小會與性別有關：雄性的殼較細小，而雌性的殼較大。這種兩性異形可能也在菊石中出現，亦正好解釋了牠們大小的變異。雌性需要較大的殼可能是為產卵之用。侏羅紀早期歐洲的對菊石就是其中一個例子。菊石殼的兩性異形只是近年的發現。以往這種大小的差異被認為是互為近親的不同物種。

### 形狀變化
大部份菊石殼都是沿平面卷曲，呈盘状，两面对称，有些菊石的外殼擁有特殊的形狀，稱為「異形菊石」，如殼形筆直的桿菊石、塔狀螺旋的塔菊石、部份展開及捲曲而成熟時是筆直的（如澳洲菊石）。部份及完全展開的形態於白堊紀初期開始變得多樣化。
異形菊石中外觀最極端及異常的算是日本菊石，牠們就像是一團不規則的螺旋，沒有明顯對稱的扭曲狀。不過當近看時，就可以見到日本菊石殼上有U形的三維網絡。
菊石殼的表面分野很大。一些種類表面光滑，只有细的生长线，就像是現今的鸚鵡螺，例如古生代的菊石；一些則具有特殊的纹饰，如纵棱、横肋和瘤等，甚至有棘伸出，複雜的裝飾構造在白堊紀晚期的菊石外殼上尤為常見。古生代菊石的縫合線十分簡單，如海神石等；中生代菊石目菊石的縫合線則較為複雜，如弛菊石等。

### 口蓋

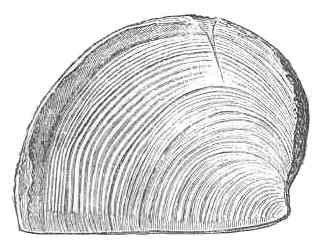
菊石的口蓋。

一些菊石是連同一塊角狀板或一對方解石板一同被發現。以往認為這些板是用來開合其殼，就像是鰓蓋一樣。不過近年卻認為這其實是其顎部。這些板統稱為口蓋，單一塊的稱為單口蓋，成對的則是雙瓣顎。不論是單口蓋或雙瓣顎都很少能保存下來，而且都是與殼分離。單口蓋通常都是屬於泥盆紀至白堊紀的菊石，而雙瓣顎則是屬於中生代的菊石。雙瓣顎是對稱的，大小及外觀一樣。
口蓋有多種形狀，內外表面的紋刻也各有不同。但是，由於它們很稀有，故至今仍不清楚哪一類口蓋是屬於哪一個物種，一些口蓋甚至被立為獨立的屬。

## 軟體部份
雖然菊石的化石數量很多，但其軟體卻十分稀少。除了一些墨汁囊及可能的消化器官外，並沒有發現任何軟體部份。估計牠們有很多觸手來捕捉獵物。

## 大小

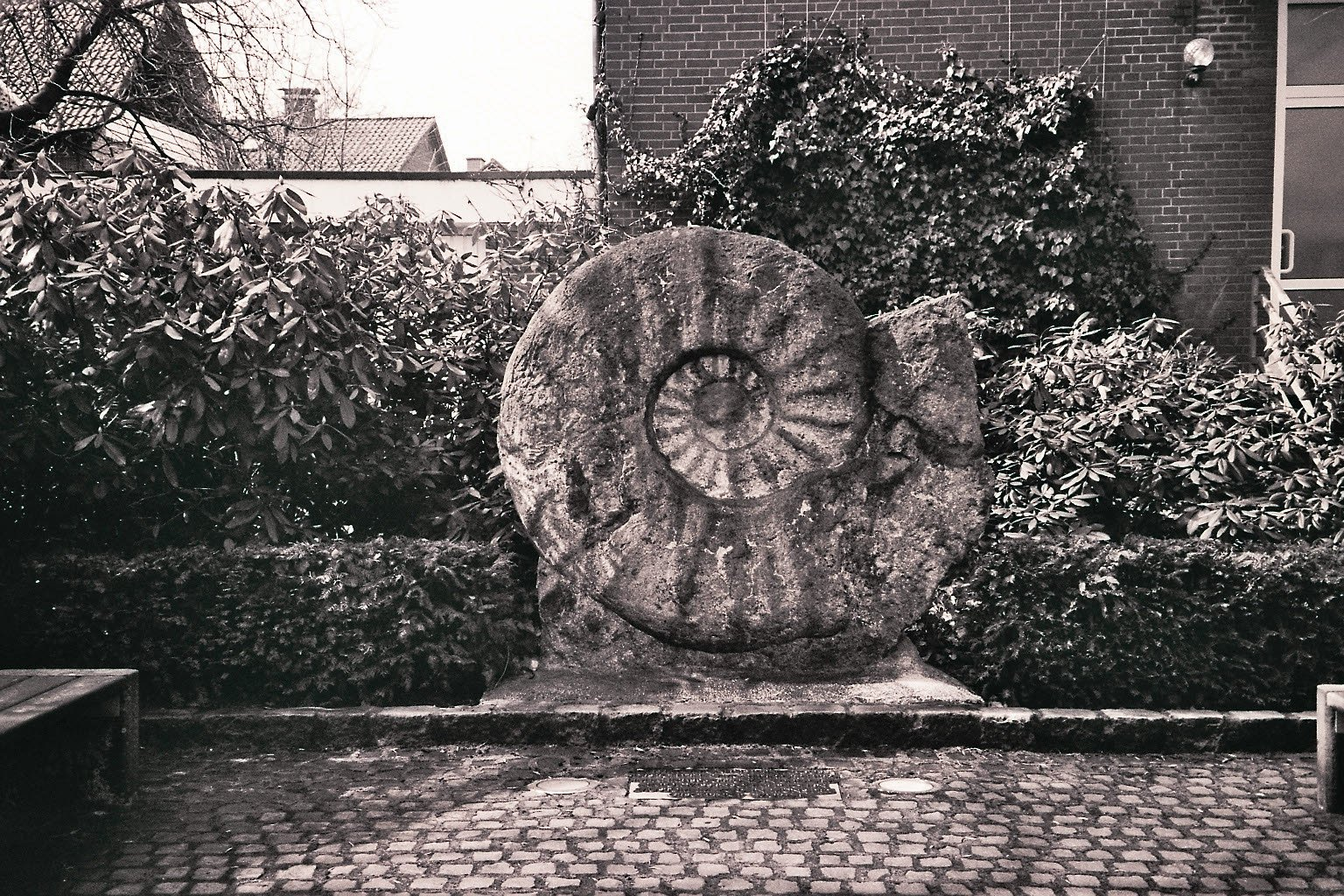
Parapuzosia seppenradensis的化石可以長達2米。

目前已知最小的菊石是來自上石炭紀的Maximites，其成體標本的殼直徑僅約1公分。侏羅紀早及中期的菊石很少會超越直徑23厘米的大小。到了侏羅紀晚期及白堊紀早期，就開始出現了一些較大的形體，如英格蘭南部的泰坦菊石直徑就達53厘米，而白堊紀德國副蝸軸菊石屬的塞彭拉德副普若斯菊石就更有達2米的直徑。北美洲已知最大的菊石就是伯氏副普若斯菊石，直徑長1.37米。另外，在英屬哥倫比亞發現了直徑達2.3米的未確認種，一旦獲得確認，就是已知最大的菊石。

## 分布

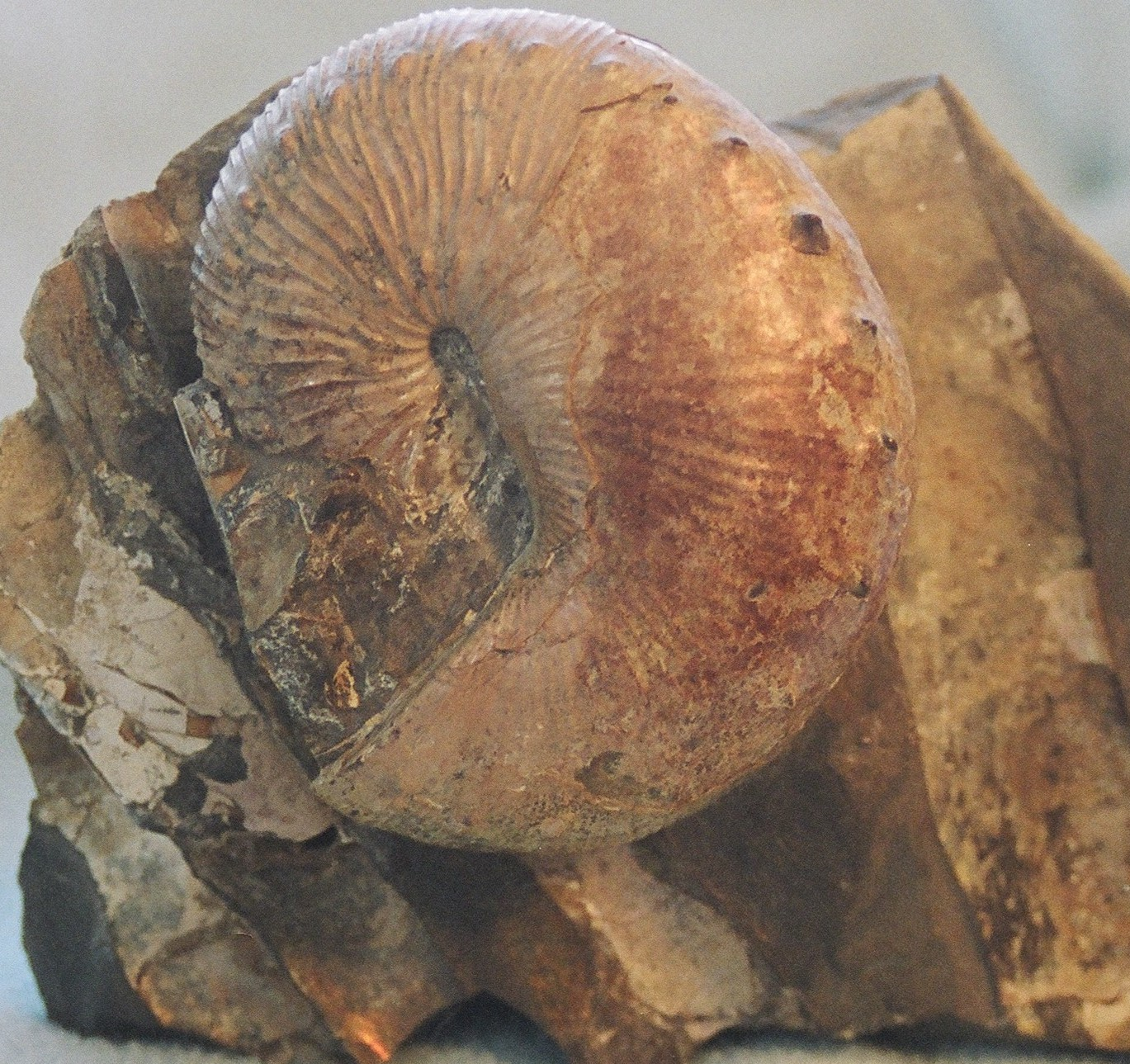
裝甲船菊石的化石，殼的大部份仍保存下來。

由於菊石可能是游泳或浮游的，牠們往往都是棲息在海床以上的水域。當牠們死亡後，就會下沉到海床及埋在沉積下，屍體會被細菌所腐化來維持平衡。很自然地，其化石周邊就會出現礦物質的同心沉澱，稱為結核，也是可以好好保存菊石化石的原因。
在黏土中發現的菊石表面都會保存了珠母層的塗層，如英格蘭的盔菊石。
美國及加拿大的白堊紀皮埃爾泥板岩出產大量的菊石化石，包括桿菊石、餅菊石、船菊石、裝甲船菊石及傑勒茲基菊石，與及大量展開的形態。這些化石大部份都能保存原有的殼。

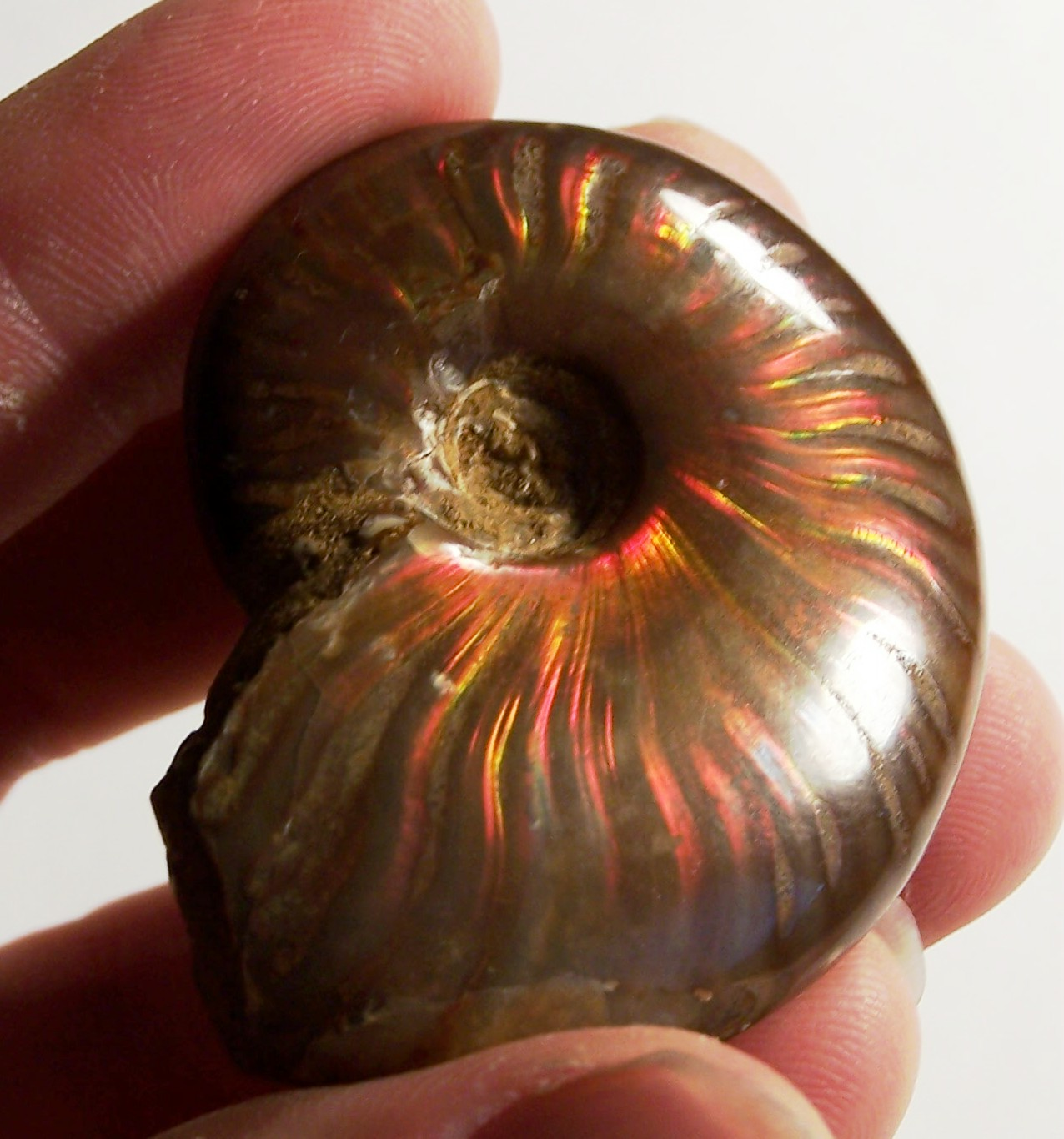
於馬達加斯加發現有虹色的菊石。

其他化石，如在馬達加斯加及加拿大艾伯塔省發現的，都會有虹色。這些虹色菊石在打磨後都有寶石的質素。相信這種虹色在活生生的菊石並不存在，而是在其殼上多了額外的一層。
於中生代後期，菊石化石就開始減少，直到新生代就完全消失。最後的生存線是於6500萬年前的白堊紀-第三紀滅絕事件。於白堊紀晚期的生物集群滅絕後就沒有菊石生存，但卻因個體發生學的分野而存留了一些鸚鵡螺類。若菊石的滅絕是因火球撞擊，周邊的浮游生物會嚴重消失，造成菊石繁殖的災難。

## 傳說
在歐洲的中世紀時期，某些菊石的外殼化石被人們視為盤曲、石化的無頭蛇，稱為蛇石，例如指菊石等。相傳這是由懷比特的希爾達（Hilda of Whitby）或聖派屈克等聖人事跡的證據。商人們會在菊石的開口刻上蛇的頭後賣給旅者。菊石在尼泊爾卡格里達金河（Gandaki river）被稱為「薩里格拉姆」，印度教相信牠們是毗濕奴的顯現。

## 外部連結
- 菊石化石
- Cephalopod Fossil Articles from TONMO.com （页面存档备份，存于）
- Photos of Ammonites at Lyme Regis, UK
- Paleozoic.org: Gallery of ammonite photographs
- Descriptions and pictures of ammonite fossils （页面存档备份，存于）